# توتومری کتو–انول

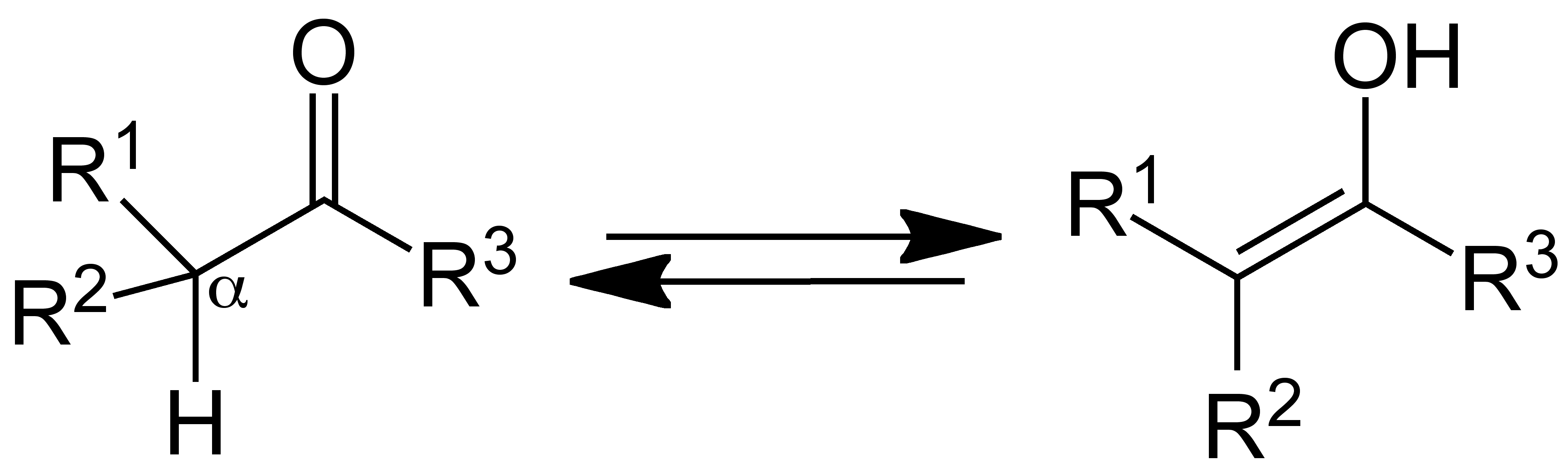
توتومری کتو-انول.
کتو (چپ); انول (راست).

توتومری کتو-انول (به انگلیسی: Keto–enol tautomerism) به تعادل شیمیایی بین یک کتو (کتون یا آلدهید) و یک انول (الکل) اشاره دارد.